# Gonzalo Martel de Guzmán
Gonzalo Martel de Guzmán (Sevilla de Andalucía, Corona de España, 1554-Santa Fe, gobernación del Río de la Plata, Corona de España, principios de 1589) era un hidalgo, explorador, conquistador, colonizador y encomendero español que pasó a Sudamérica en el año 1572 en la expedición del tercer adelantado Juan Ortiz de Zárate, para avecindarse en la ciudad de Asunción del Paraguay, posteriormente acompañó al gobernador Juan de Garay como vecino fundador de la segunda Buenos Aires en 1580, en donde fue elegido primer alcalde de segundo voto de su cabildo, y al año siguiente como segundo alcalde de primer voto, hasta que fue nombrado en 1582 como teniente de gobernador de Santa Fe hasta 1588, y posteriormente en su capital fue asesinado por el delincuente José Dorante quien sería ajusticiado en 1593.

## Biografía hasta el cargo de alcalde de Buenos Aires

### Origen familiar y primeros años
Gonzalo Martel de Guzmán había nacido en el año 1554 en la ciudad de Sevilla, capital del reino homónimo que era uno de los cuatro de Andalucía y al mismo tiempo conformaba a la Corona de España.

### Viaje a América con la expedición de Ortiz de Zárate
Pasó a la Sudamérica española en el año 1572 en la expedición del tercer adelantado Juan Ortiz de Zárate, para avecindarse en la ciudad de Asunción del Paraguay, capital de la gobernación de Nueva Andalucía del Río de la Plata, en donde se matrimoniaría con la cuñada del entonces alguacil mayor Juan de Garay, transformándose así en su concuñado.
Al año siguiente dicho Garay partió para fundar la ciudad de Santa Fe en su primer emplazamiento el 15 de noviembre de 1573, por lo cual luego de que Martel de Guzmán testificara en 1575 a favor de Gil García, en la obligación de Martín Suárez de Toledo y Saavedra, se avecindó en el mismo año en dicha nueva urbe y posteriormente lo acompañó en la fundación de la segunda Buenos Aires el 11 de junio de 1580, convirtiéndose en vecino fundador de la nueva ciudad.

### Alcalde de segundo y primer voto de Buenos Aires
En el primer Cabildo de Buenos Aires fue elegido como su primer alcalde de segundo voto, y al año siguiente ocupó el puesto de segundo alcalde de primer voto, ya que el predecesor Rodrigo Ortiz de Zárate había sido nombrado como primer teniente de gobernador general de Buenos Aires.

## Teniente de gobernador de Santa Fe y deceso

### Nombramiento santafesino y la alcaldía porteña
En 1582 fue nombrado como teniente de gobernador de Santa Fe, por lo que el cabildo porteño se quedaría sin una persona idónea para ocupar el puesto de alcalde, siendo ocupado simultáneamente por el teniente de gobernador bonaerense Rodrigo Ortiz de Zárate.

### Fallecimiento
Gonzalo Martel de Guzmán ocupó el cargo de teniente de gobernador santafesino hasta el año 1588, y en su capital Santa Fe sería asesinado por el delincuente José Dorante a principios de 1589, y quien finalmente sería ajusticiado en 1593.

## Matrimonio y descendencia
El hidalgo Gonzalo Martel de Guzmán se había unido en matrimonio en 1573 en la ciudad de Asunción del Paraguay con Isabel de Carvajal (n. ca. 1557), una hija del capitán Ruy Díaz Melgarejo (Salteras de Sevilla, España, 1519-Santa Fe la Vieja, 1602) que fue teniente de gobernador del Guayrá desde 1575 hasta 1585, fundador de Ciudad Real del Guayrá en 1556, de Villa Rica del Espíritu Santo en 1570 y de la efímera primera Santiago de Jerez del Itatín en 1580, y de su esposa Elvira de Becerra y Contreras Mendoza (n. Medellín de la Extremadura castellana, 1537), además de nieta materna del capitán Francisco de Becerra (Cáceres, 1511-costa Mbiaza, 1553) y de su esposa Isabel de Contreras Mendoza (n. Medellín, ca. 1518), y bisnieta de Álvaro de Contreras y Carvajal (n. Badajoz, ca. 1480), alcaide de la fortaleza de Mérida, y de su cónyuge Juana Carrillo de Mendoza (n. ca. 1490).
Su suegra Elvira era hermana de Isabel de Becerra y Mendoza (Cáceres de la Extremadura castellana, ca. 1535-Santa Fe la Vieja, ca. 1608) que se había casado en 1558 con el ya citado Juan de Garay Ochandiano y Mendieta Zárate, gobernador de Nueva Andalucía del Río de la Plata desde 1578 hasta 1583, fundador de las ciudades de Santa Fe en 1573 y de la segunda Buenos Aires en 1580.
Fruto del enlace de Gonzalo Martel de Guzmán y de su esposa Isabel de Carvajal hubo por lo menos dos hijos:
- Francisco Martel de Guzmán (Asunción, 1574-antes de 1633) que fue alcalde ordinario de la ciudad de Santa Fe en el año 1602.
- Leonor Martel de Guzmán[8] (Asunción, 1575-después del 18 de marzo de 1633) que se casó en Buenos Aires alrededor del año 1598 con Manuel de Frías,[8] teniente de gobernador de Buenos Aires en 1603. Su marido se separaría de hecho de ella hacia 1612.[8]